# Mellékvesekéreg
A mellékvesekéreg (latinul cortex glandulae suprarenalis) a mellékvese külső rétege, mely szteroid hormonokat termel. Főbb hormonjai: aldoszteron, kortizol, dehidroepiandroszteron. Fejlődéstanilag, szöveti felépítésében és működésében egyaránt elkülönül a mellékvesevelőtől.

## Lásd még
- mineralokortikoid
- glukokortikoid
- androgén